# اس‌اس لندن (۱۸۶۴)
اس‌اس لندن (۱۸۶۴) (به انگلیسی: SS London (1864)) یک کشتی بود که طول آن ۲۷۶٫۶ فوت (۸۴٫۳ متر) بود. این کشتی در سال ۱۸۶۴ ساخته شد.